# Патара-Плеви
Патара-Плеви (груз. პატარა ფლევი) — село в Грузии. Находится в Хашурском муниципалитете края Шида-Картли. Высота над уровнем моря составляет 870 метров. Население — 195 человек (2014).